# 영사정 나들목
영사정 나들목(Yeongsajeong IC)은 경기도 김포시 고촌읍 신곡리에 설치될 예정인 수도권제1순환고속도로의 교차로이다. 김포한강로를 통해 고촌읍, 김포시내 및 서울 시내 (강서구 일대)로 진출할 수 있으며, 인근에 김포터미널 및 김포대교가 있다.

## 연혁
- 2023년 : 착공
- 2027년 12월 : 준공예정
- 2028년 : 개통예정

## 구조물 정보
- 위치: 경기도 김포시 고촌읍 신곡리

## 접속하는 도로
- 김포한강로

## 인접한 주요 시설물
- 김포대교
- 김포터미널

1. ↑  김포시-한국도로공사, '김포영사정IC설치' 변경 협약 체결 출처: 뉴스1